# Puente de Liérganes
El puente mayor de Liérganes, erróneamente llamado puente romano, está situado en esa localidad cántabra, en España. Fue diseñado por Bartolomé de Hermosa en 1587, siendo inaugurado en 1606.
Junto al puente existe un molino construido en 1667, que funcionó hasta finales del siglo XIX, de planta rectangular y arcos de medio punto para la entrada y salida de aguas. Este viejo molino se restauró para pasar a ser en 2009 centro de interpretación del hombre pez, personaje de la mitología cántabra y que tiene una estatua a un lado del puente.

## Historia

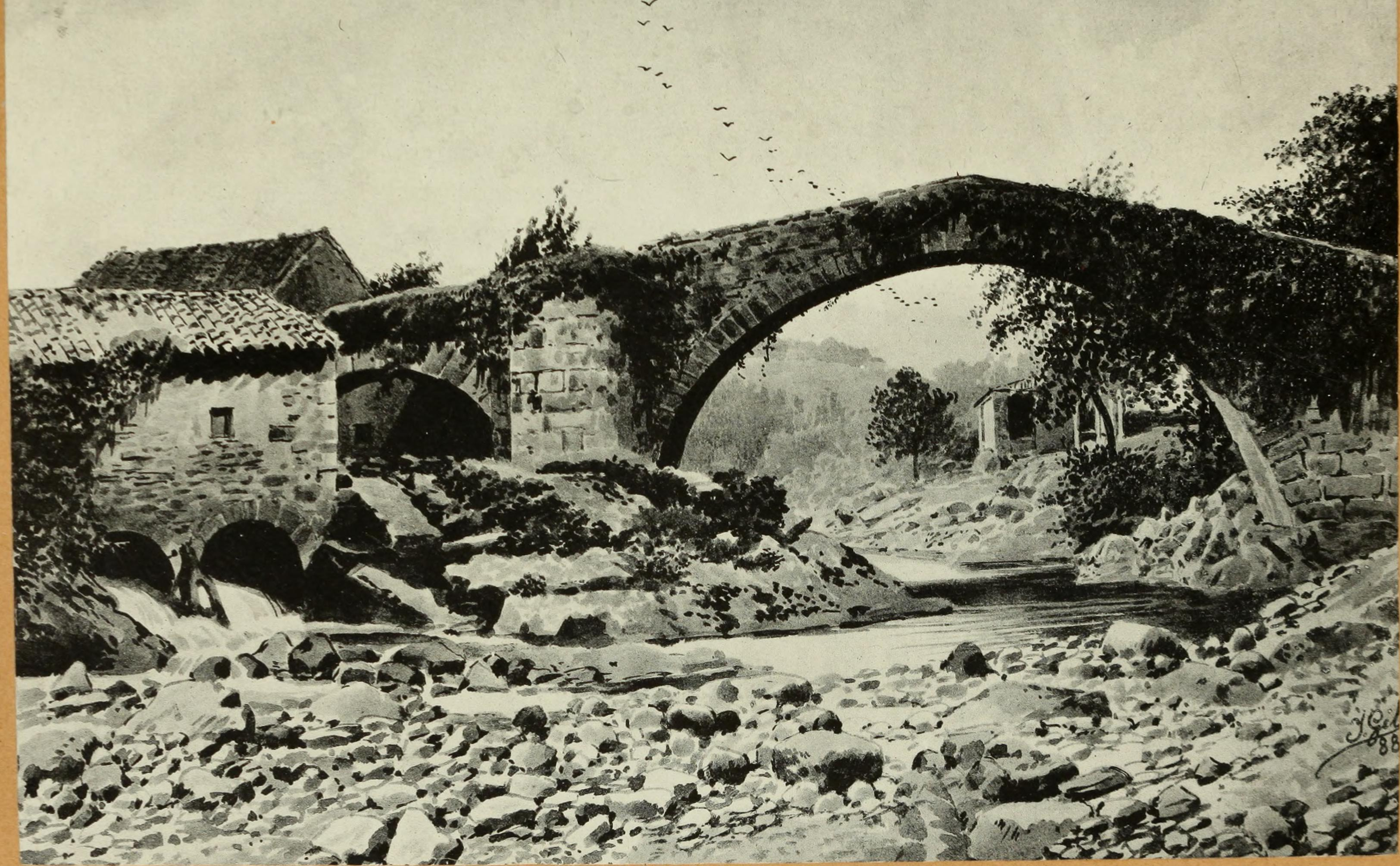
Vista del puente en 1888 por Isidro Gil

Anteriormente existió uno más antiguo, posiblemente destruido por una riada. Era propiedad de la familia Rubalcaba, quienes también mandaron edificar el nuevo puente.
La construcción de este puente, diseñado en 1587 por Bartolomé de Hermosa (quien también construyó la iglesia de San Pedro ad Víncula en el mismo pueblo) y finalizado e inaugurado en 1606, dio lugar a una larga disputa entre Liérganes y el pueblo vecino, Rucandio, ya que este último se negaba a pagar la construcción alegando que cada lugar debía hacerse cargo de sus propias obras. Finalmente, Rucandio fue obligado a pagar parte de la obra del puente ya que, como alegaba Liérganes, eran los vecinos de Rucandio los más interesados en ella.

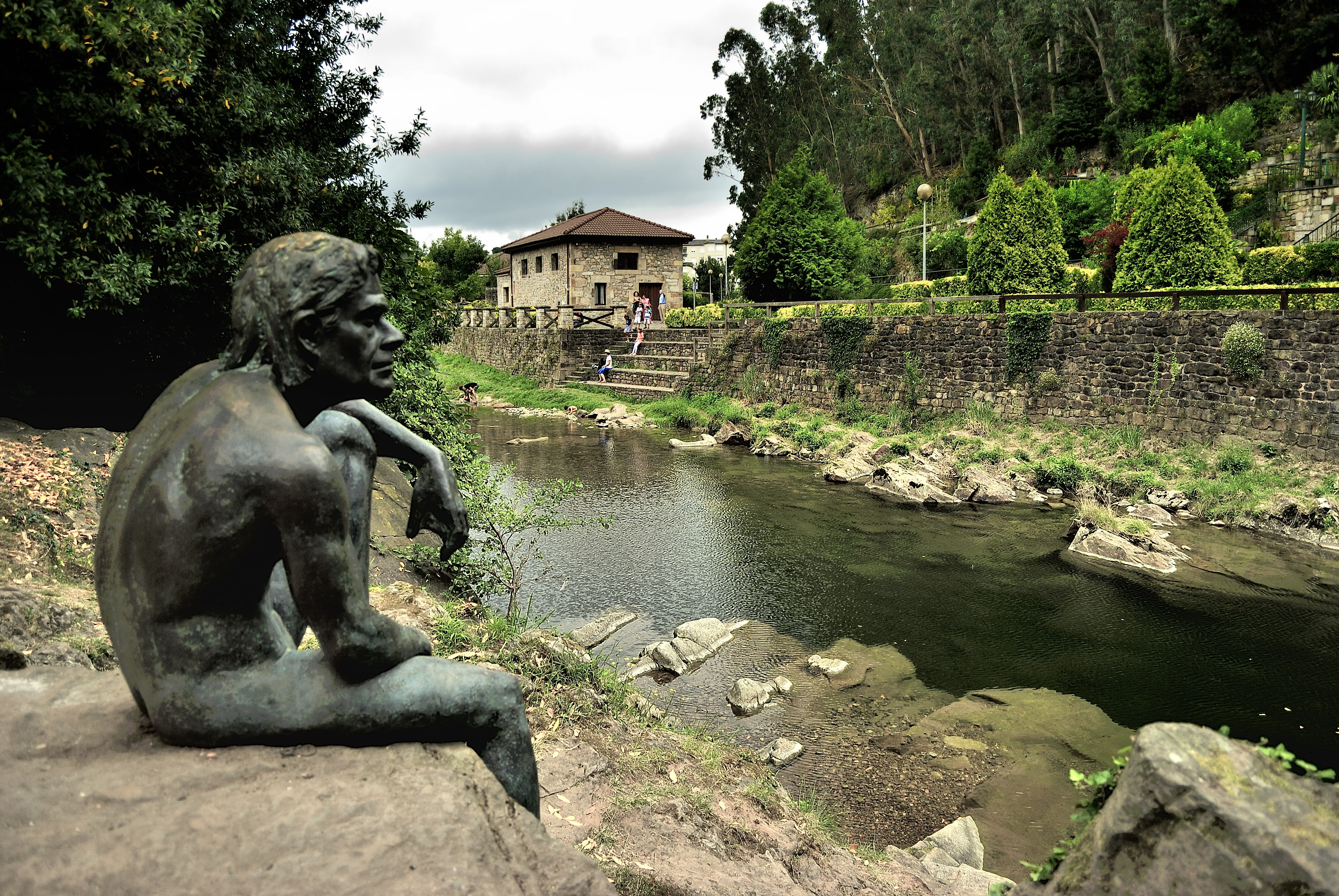
Escultura del Hombre pez junto al puente, obra del artista cántabro Javier Anievas Cortines.

Este puente forma parte de la gran revolución de los transportes que se produce en Cantabria en la segunda mitad de la década de 1580. En torno a estos años se produjo un hecho decisivo: de manera generalizada, los puentes que antes eran de madera se construyen íntegramente de piedra. De esta época es por ejemplo la primera construcción íntegramente en piedra del puente llamado de la Maza en San Vicente de la Barquera. Muy similar al puente de Liérganes, y construido en los mismos años, es el puente de Oruña, pero son muchos los puentes construidos en estos años, los cuales sirvieron para afianzar las comunicaciones y establecer caminos seguros hacia la Meseta.